# Malcolm Wicks

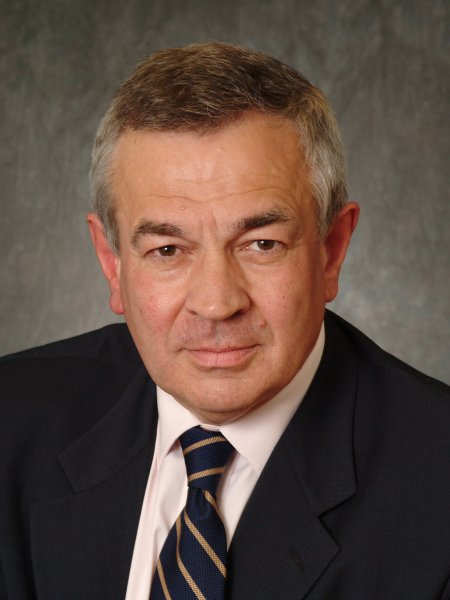
Malcolm Wicks

Malcolm Hunt Wicks, född 1 juli 1947 i Hatfield, Hertfordshire, död 29 september 2012 i London, var en brittisk parlamentsledamot för Labour. Han representerade valkretsen Croydon North sedan valet 1992. 
Han har läst vid bland annat London School of Economics och arbetat mycket med familjefrågor.  Mellan juli 1999 och juli 2001 var han biträdande minister med ansvar för livslångt lärande, från 2001 till 2005 var han arbets- och pensionsminister och därefter energiminister.